# Simonchich Ince János
Simonchich Ince János (Rovna, 1750. május 13. – Máramarossziget, 1807. április 20.) piarista tanár, numizmatikus.

## Életpályája
1766-ban Privigyén belépett a piarista rendbe. 1768-ban ünnepélyes fogadalmat tett. Nyitrán és Vácott tanult. 1769–1773 között Nyitrán, 1774–1775 között pedig Szentgyörgyön tanított. 1775-ben pappá szentelték. 1776–1777 között Nyitrán tanult teológiát. 1778-ban Vácon, 1779-ben Máramarosszigeten, 1782-ben Nagykárolyban, 1785-ben Selmecbányán tanított. 1786–1789 között ismét Máramarosszigeten oktatott. 1790-ben Temesváron, 1791-ben Tatán, 1795-ben Vácon, 1797–1807 újból Máramarosszigeten volt pedagógus.
Több latin nyelvű értekezése jelent meg szakfolyóiratokban; leginkább az éremtan, a történelem és a pedagógia köréből. Máramaros vármegye történetét és topográfiai viszonyait elsőként vizsgálta. Értékes éremgyűjteményét a fővárosi piarista gimnázium őrizte.

## Művei
- Dissertatio de ortu et pragressu litterarum in Hungaria (Nagyvárad, 1784)
- Dissertatio de numismatica Hungariae, diplomaticae accommodata (Bécs, 1794)
- Dissertatio diplomatico-numismatica de florenis et denariis Corvinianis 1478 (Nagyvárad, 1806)